# Baltic Cup 1935
Der Baltic Cup 1935 war die 7. Austragung des Turniers der Baltischen Länder. Das Turnier für Fußballnationalteams fand zwischen dem 20. und 22. August 1935 in Estland statt. Ausgetragen wurden die Spiele im Kadrioru staadion in Tallinn. Die Litauische Fußballnationalmannschaft gewann ihren zweiten Titel, mit 2 erzielten Toren wurden Antanas Lingis und Iļja Vestermans Torschützenkönig. Der schwedische Schiedsrichter Rudolf Eklöw leitete die drei Länderspiele.

## Gesamtübersicht
Tabelle nach Zwei-Punkte-Regel.
| Pl. | Land     | Sp. | S | U | N | Tore    | Diff. | Punkte |
| --- | -------- | --- | - | - | - | ------- | ----- | ------ |
| 1.  | Litauen  | 2   | 1 | 1 | 0 | 004:300 | +1    | 03     |
| 2.  | Lettland | 2   | 1 | 0 | 1 | 003:300 | ±0    | 02     |
| 3.  | Estland  | 2   | 0 | 1 | 1 | 002:300 | −1    | 01     |

|                            |   |          |     |
| 20. August 1935 in Tallinn |   |          |     |
| Estland                    | – | Litauen  | 1:2 |
| 21. August 1935 in Tallinn |   |          |     |
| Lettland                   | – | Litauen  | 2:2 |
| 22. August 1935 in Tallinn |   |          |     |
| Estland                    | – | Lettland | 1:1 |

## Estland gegen Litauen
| Estland                                        | Estland | Litauen | Litauen |
| ---------------------------------------------- | --- | --- | ------- |
| Estland                                        | \| 20. August 1935 in Tallinn (Kadrioru staadion) \| \| Ergebnis: 1:2 (1:1) \| \| Zuschauer: 6.000 \| \| Schiedsrichter: Rudolf Eklöw ( Schweden) \| \| Spielbericht \|                                                                             | \| 20. August 1935 in Tallinn (Kadrioru staadion) \| \| Ergebnis: 1:2 (1:1) \| \| Zuschauer: 6.000 \| \| Schiedsrichter: Rudolf Eklöw ( Schweden) \| \| Spielbericht \| | Litauen |
| Estland                                        | Evald Tipner , Eugen Einman, Valter Neeris, Elmar Saar, Karl-Rudolf Sillak, Aleksander Valkenpert, Helmuth Kippar, Heinrich Uukkivi, Eduard Ellman-Eelma (43. Nikolai Linberg), Richard Kuremaa, Johan Tšutšelov Cheftrainer: Antal Mally ( Ungarn) | Fridrichas Tašius, Antanas Tallat-Kelpša, Juozas Kymontas, Fridrichas Tepferis, Romualdas Marcinkus , Romualdas Nevinskas, Henrikas Kersnauskas, Antanas Paulauskas (46. Juozas Gudelis), Zigmas Sabaliauskas (46. Jonas Bužinskas), Voldemaras Jaškevičius, Antanas Lingis Cheftrainer: Romualdas Marcinkus | Litauen |
| Estland                                        | 1:1 Nikolai Linberg (45.) | 0:1 Voldemaras Jaškevičius (32.) 1:2 Antanas Lingis (75.) | Litauen |
| 20. August 1935 in Tallinn (Kadrioru staadion) | | |         |
| Ergebnis: 1:2 (1:1)                            | | |         |
| Zuschauer: 6.000                               | | |         |
| Schiedsrichter: Rudolf Eklöw ( Schweden)       | | |         |
| Spielbericht                                   | | |         |

## Lettland gegen Litauen
| Lettland                                       | Lettland | Litauen | Litauen |
| ---------------------------------------------- | --- | --- | ------- |
| Lettland                                       | \| 21. August 1935 in Tallinn (Kadrioru staadion) \| \| Ergebnis: 2:2 (1:1) \| \| Zuschauer: 3.500 \| \| Schiedsrichter: Rudolf Eklöw ( Schweden) \| \| Spielbericht \|                                                                   | \| 21. August 1935 in Tallinn (Kadrioru staadion) \| \| Ergebnis: 2:2 (1:1) \| \| Zuschauer: 3.500 \| \| Schiedsrichter: Rudolf Eklöw ( Schweden) \| \| Spielbericht \| | Litauen |
| Lettland                                       | Jānis Bebris, Pēteris Lauks, Rūdolfs Slavišens, Aleksejs Auziņš, Ēriks Bēze (41. Voldemārs Bērziņš), Jānis Lidmanis, Hugo Vītols, Ēriks Pētersons, Iļja Vestermans, Jānis Rozītis, Villijs Kacs Cheftrainer: Ferenc Voggenhuber ( Ungarn) | Fridrichas Tašius, Juozas Kymontas, Antanas Tallat-Kelpša , Fridrichas Tepferis, Česlovas Šopys, Romualdas Nevinskas, Henrikas Kersnauskas, Antanas Paulauskas (46. Romualdas Marcinkus), Antanas Lingis, Voldemaras Jaškevičius, Juozas Gudelis Cheftrainer: Romualdas Marcinkus | Litauen |
| Lettland                                       | 1:0 Ilja Vestermans (17.) 2:2 Iļja Vestermans (75.) | 1:1 Antanas Lingis (33.) 1:2 Juozas Gudelis (54.) | Litauen |
| 21. August 1935 in Tallinn (Kadrioru staadion) | | |         |
| Ergebnis: 2:2 (1:1)                            | | |         |
| Zuschauer: 3.500                               | | |         |
| Schiedsrichter: Rudolf Eklöw ( Schweden)       | | |         |
| Spielbericht                                   | | |         |

## Estland gegen Lettland
| Estland                                        | Estland | Lettland | Lettland |
| ---------------------------------------------- | --- | --- | -------- |
| Estland                                        | \| 22. August 1935 in Tallinn (Kadrioru staadion) \| \| Ergebnis: 1:1 (0:0) \| \| Zuschauer: 7.000 \| \| Schiedsrichter: Rudolf Eklöw ( Schweden) \| \| Spielbericht \|                                                                                               | \| 22. August 1935 in Tallinn (Kadrioru staadion) \| \| Ergebnis: 1:1 (0:0) \| \| Zuschauer: 7.000 \| \| Schiedsrichter: Rudolf Eklöw ( Schweden) \| \| Spielbericht \|                                                                                          | Lettland |
| Estland                                        | Evald Tipner (71. Evald Mikson), Eugen Einman, Valter Neeris, Elmar Saar, Karl-Rudolf Sillak, Aleksander Valkenpert, Georg Siimenson (46. Helmuth Kippar), Heinrich Uukkivi, Eduard Ellman-Eelma, Richard Kuremaa, Johan Tšutšelov Cheftrainer: Antal Mally ( Ungarn) | Harijs Lazdiņš, Pēteris Lauks, Ādolfs Sīmanis, Aņisims Pavlovs, Ēriks Bēze, Aleksejs Auziņš (27. Jānis Lidmanis), Arnolds Tauriņš, Kārlis Upenieks (27. Ēriks Pētersons), Iļja Vestermans Alfrēds Verners, Hugo Vītols Cheftrainer: Ferenc Voggenhuber ( Ungarn) | Lettland |
| Estland                                        | 1:0 Eduard Ellman-Eelma (59.) | 1:1 Ēriks Pētersons (80.) | Lettland |
| 22. August 1935 in Tallinn (Kadrioru staadion) | | |          |
| Ergebnis: 1:1 (0:0)                            | | |          |
| Zuschauer: 7.000                               | | |          |
| Schiedsrichter: Rudolf Eklöw ( Schweden)       | | |          |
| Spielbericht                                   | | |          |